# イワン・モスクヴィン
イワン(イヴァン)・ミハイロヴィチ・モスクヴィン（Ivan Moskvin、1874年6月6日 - 1946年2月16日）は、ロシアの俳優。モスクワ芸術座で活躍した。
トルストイ(アレクセイ・コンスタンチノヴィッチ)「皇帝フョードル・イワノヴィッチ」の皇帝フョードル役などで名声を得た。他にもゴーリキー「どん底」ルカ役などを演じた。

## 概要
モスクワ音楽学院でクニッペル、メイエルホリドらとともにダンチェンコから教えを受けていた。モスクワ芸術座創立初期からのメンバーの一人である。またモスクワ芸術座の花形とされ、モスクワ大学の教授より高い給与を得ていた。

モスクヴィンは論文で
　「ソヴェート政府とボリシェヴィキ党は芸術座に強力な支持を与え、革命前人民のための劇場創設を自己の生涯の目標とした人々が、わずかに夢みることのできた高さに、これをひきあげたのである。私はわが劇場にたいする党と政府の配慮の大きさをもう一度評価するために、芸術座が終始変らない、限りなく敏感な友人と幸福にも自認する、二人の偉人の名をあげるだけでも十分であろう。レーニンとスターリンは芸術座に配慮と愛情を示した人々である」

と述べている。

## 出演作品
- ポストマスタア
- ポリクシュカ